# Dušan Bordon
Dušan Bordon, slovenski publicist in partizanski borec, * 16. december 1920, Trst, † 13. april 1944, Caprese Michelangelo.
Po Dušanu Bordonu je poimenovana osnovna šola v Semedeli pri Kopru.

## Življenje

### Otroštvo in mladostna leta
Dušan Bordon se je rodil v Trstu. Njegov oče Dragotin je bil uradnik, doma iz Sv. Antona, mati Ana Turk pa iz Marezig pri Kopru. Po nastopu fašizma se je družina preselila v Kraljevino Jugoslavijo, in sicer najprej na Ptuj in nato v Ljubljano. 
Tam je Bordon obiskoval ljudsko šolo, nato se je šolal na gimnaziji, študij pa nadaljeval na Filozofski fakulteti (smer Romanistika). Kot član slovenskega kluba je postal vodja marksistično-leninističnih študij in krožkov, sočasno pa je bil med organizatorji delavskega društva Vzajemnost in širil revolucionarne ideje.
Skupaj s svojimi somišljeniki je leta 1938 začel izdajati list Slovenska mladina. Ta revija je prenehala izhajala poleti 1940, ko je bila nasilno ukinjena. V Slovenski mladini je Bordon objavljal idejne in načelne članke, bil pa je tudi njen urednik. Večino člankov je objavljal pod psevdonimi, ko so: Koland Boris, Klement starejši, Majnik Peter, Strgar Peter, Novak Jule, Ščuka Janez, Skala Matevž in B. D. K. V tem času je k sodelovanju pritegnil tudi Karla Destovnika Kajuha, ki je kasneje postal partizanski pesnik.

### Vojna leta
Po okupaciji je postal prostovoljec študentske brigade, in sicer na Hrvaškem. Kasneje se je vrnil v Ljubljano in prešel v ilegalo. Organiziral je partijske celice in zbiral orožje za oborožen upor. 2. julija 1941 se je naskrivaj oglasil doma, a so ga izdali. Fašistična policija pa je obkolila hišo in ga aretirala skupaj z bratom Radom Bordonom. 
Najprej sta bil zaprta v Ljubljani, kasneje pa poslana v italijanske zapore in taborišča. Julija 1943 sta bila skupaj z bratom premeščena v taborišče Rennici blizu Arezza. Tu je bilo zaprtih okrog 6.000 Slovencev, med katerimi jih je preko 1000 v taborišču tudi umrlo. Iz taborišča je Dušan Bordon nekaj dni pred kapitulacijo Italije pobegnil z bratom in večjo skupino taboriščnikov ter se zatekel v bližnje hribe.

### Garibaldinska brigada
Tam je sodeloval pri ustanovitvi 24. garibaldinske brigade Pio Borri in postal tudi njen prvi politični komisar. Leta 1944 so v kraju Caprese di Michelangelo fašisti njegovo brigado presenetili in Dušana Bordona v boju smrtno ranili. Naslednji dan so ga v bližnjem gozdu pokopali tovariši v skupen grob še z drugimi padlimi slovenskimi in italijanskimi partizani.
Po vojni so njegove posmrtne ostanke prenesli v skupno kostnico v Sansepolcro, kamor so pokopali okrog 1800 žrtev tamkajšnjega taborišča antifašistov in partizanov iz Jugoslavije, med temi tudi 109 iz Slovenije.